# Франсуаза де Люксембург-Фиенн
Франсуаза де Люксембург (фр. Françoise de Luxembourg; ум. 1 ноября 1557) — графиня де Гавр, дама де Фиенн.
Дочь Жака II де Люксембурга, графа де Гавр, и Маргариты де Брюгге. Бабка королевы Франции Луизы Лотарингской.
В 1516 году в Брюсселе вышла замуж за графа Жана IV д'Эгмонта (ум. 19.04.1528).
После смерти бездетного брата Жака III де Люксембурга в 1530 году унаследовала графство Гавр и сеньории Фиенн, Соттенген, Армантьер, Аркенген, Ла-Амед и Вьерв.
Добилась от императора Карла V грамотой от 12.10.1540 возведения графства Гаврского в ранг княжества для её сына Ламораля д'Эгмонта.
В 1532 году приобрела участок земли в Брюсселе в районе Саблон, где начала строительство Эгмонтского дворца, законченное при её сыне.
Дети:
- Шарль I д'Эгмонт (ум. 7.12.1541), граф Эгмонт
- Ламораль I д'Эгмонт (ум. 5.07.1568), граф Эгмонт, принц Гаврский. Жена (8.05.1544): Сабина фон Пфальц-Зиммерн (1528—1578), дочь пфальцграфа Иоганна II фон Зиммерна и Беатрисы Баденской
- Маргарита д'Эгмонт (ум. 1554). Муж (1549): Никола Лотарингский, граф де Водемон (1524—1577)